# La Matapédia
Vous lisez un « bon article » labellisé en 2010.
Cet article concerne la MRC de La Matapédia. Pour la vallée, voir Vallée de la Matapédia. Pour les autres significations, voir Matapédia.
La Matapédia est une municipalité régionale de comté (MRC) située dans l'Est du Canada dans la région administrative du Bas-Saint-Laurent au Québec à l'entrée de la péninsule gaspésienne.
La MRC est souvent appelée simplement « la Vallée » et s'inscrit dans la région touristique de la Gaspésie. Celle-ci est composée de 18 municipalités dont la ville d'Amqui qui en est le chef-lieu et le centre de services le plus important. Les deux autres municipalités importantes sont Causapscal et Sayabec.
Le 1er novembre 2009, La Matapédia est devenue la treizième MRC québécoise à élire son préfet au suffrage universel. Chantale Lavoie devint la première préfète élue de La Matapédia en succédant à Georges Guénard, maire de Saint-Vianney. En effet, avant cette date, un des maires des municipalités exerçait aussi le rôle de préfet.

## Étymologie
La MRC de La Matapédia reprend le nom de la vallée de la Matapédia qui compose l'ensemble de son territoire. Le nom de la vallée fait référence à celui de la rivière Matapédia qui la sillonne. Les graphies « Matapeguia » et « Matapediac » ont été utilisées par le passé. Matapédia est un dérivé du terme micmac matapegiag qui signifie « jonction de rivières » de mata pour jonction et pegiag pour rivière.

## Géographie

### Géographie humaine

#### Démographie

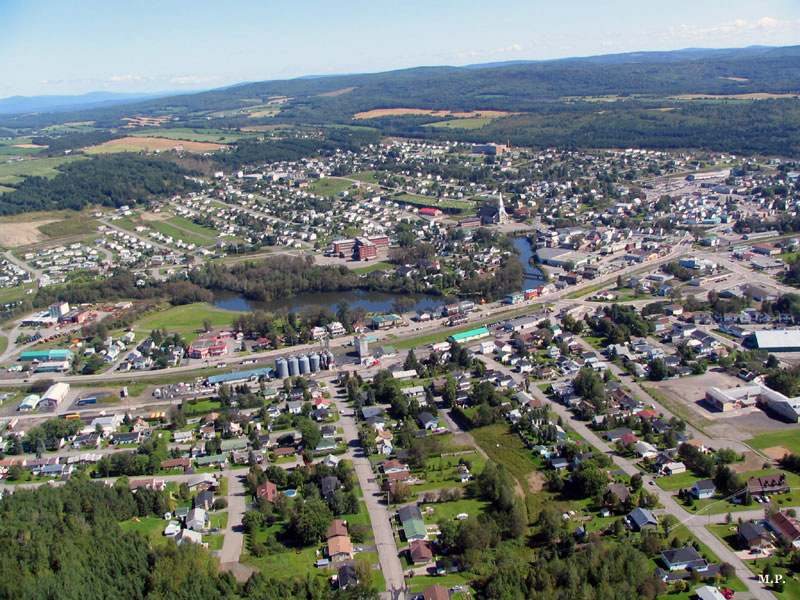
Amqui, chef-lieu de La Matapédia

La population de La Matapédia compte moins de 18 000 personnes réparties de manière très dispersée et plutôt inégale sur le territoire rural. Le long du lac Matapédia et de la rivière Matapédia, la densité d'occupation moyenne est d’environ 12 habitants par kilomètre carré. Sur les plateaux périphériques, la dispersion est beaucoup plus évidente, avec une densité inférieure à 5 habitants au kilomètre carré. Les espaces non municipalisés demeurent pratiquement inoccupés puisqu'ils comptent moins d'une trentaine de résidents permanents.
La principale ville de la MRC est Amqui qui en est aussi le chef-lieu. Elle domine largement l'ensemble de la MRC au point de vue de la population. En effet, elle compte  6 065 habitants et représente ainsi 34,5 % de la population totale de la MRC. Étant située au centre de la MRC et bénéficiant d'une bonne accessibilité, Amqui est devenue le centre de services principal de toute la MRC. Son aire d'influence se traduit par une concentration d'équipements et de services s'adressant à l'ensemble de la population régionale tels qu'un centre hospitalier, des bureaux de ministères, un poste de la Sûreté du Québec, un CEGEP et la seule école secondaire de la MRC à offrir les cinq niveaux d'enseignement secondaire. Les deux autres centres de services importants sont Causapscal et Sayabec qui exercent, quant à eux, une certaine influence sur les populations avoisinantes situées respectivement aux extrémités est et ouest du territoire organisé de la MRC. Leur structure commerciale et la présence d'équipements et de services sous-régionaux tels que des CLSC, des écoles polyvalentes et des arénas leurs confèrent ce statut.

#### Entités territoriales
La municipalité régionale de comté de La Matapédia comporte 18 municipalités locales et 7 territoires non organisés.
| Nom                       | Statut                   | Population 2021 | Superficie (km2) | Densité (h/km2) | Ref |
| ------------------------- | ------------------------ | --------------- | ---------------- | --------------- | --- |
| Albertville               | Municipalité             | 239             | 103,7            | 2,3             |     |
| Amqui                     | Ville                    | 5 999           | 122,41           | 49,01           |     |
| Causapscal                | Ville                    | 2 147           | 161              | 13,34           |     |
| Lac-Alfred                | Territoire non organisé  | 0               | 77,05            | 0               |     |
| Lac-Casault               | Territoire non organisé  | 10              | 1 423            | 0,01            |     |
| Lac-Matapédia             | Territoire non organisé  | 10              | 83               | 0,12            |     |
| Lac-au-Saumon             | Municipalité             | 1 488           | 84,4             | 17,63           |     |
| Rivière-Patapédia-Est     | Territoire non organisé  | 0               | 15,5             | 0               |     |
| Rivière-Vaseuse           | Territoire non organisé  | 0               | 272,5            | 0               |     |
| Routhierville             | Territoire non organisé  | 20              | 625,8            | 0,03            |     |
| Ruisseau-des-Mineurs      | Territoire non organisé  | 0               | 931,7            | 0               |     |
| Saint-Alexandre-des-Lacs  | Municipalité de paroisse | 298             | 90,8             | 3,28            |     |
| Saint-Cléophas            | Municipalité de paroisse | 321             | 98,49            | 3,26            |     |
| Saint-Damase              | Municipalité de paroisse | 382             | 118,2            | 3,23            |     |
| Saint-Léon-le-Grand       | Municipalité de paroisse | 863             | 128,47           | 6,72            |     |
| Saint-Moïse               | Municipalité de paroisse | 542             | 110,4            | 4,91            |     |
| Saint-Noël                | Municipalité de village  | 392             | 45,5             | 8,62            |     |
| Saint-Tharcisius          | Municipalité de paroisse | 754             | 78,7             | 9,58            |     |
| Saint-Vianney             | Municipalité             | 446             | 145              | 3,08            |     |
| Saint-Zénon-du-Lac-Humqui | Municipalité de paroisse | 370             | 117,3            | 3,15            |     |
| Sainte-Florence           | Municipalité             | 367             | 102,6            | 3,58            |     |
| Sainte-Irène              | Municipalité de paroisse | 369             | 135,2            | 2,73            |     |
| Sainte-Marguerite-Marie   | Municipalité             | 183             | 86,66            | 2,11            |     |
| Sayabec                   | Municipalité             | 1 706           | 131,21           | 13              |     |
| Val-Brillant              | Municipalité             | 899             | 77,89            | 11,54           |     |
| Total                     | Total                    | 17 592          | 5 433,71         | 3,24            | \|} |

#### Transports

Panneau de la route 132

L'axe de communications principal du Bas-Saint-Laurent et de la Gaspésie traverse la MRC de La Matapédia. Il s'agit de la route 132 qui effectue une boucle sur la périphérie de la péninsule gaspésienne. Les municipalités importantes de La Matapédia sont situées sur cet axe routier et la population est plus concentrée autour de celui-ci. La route 132 relie Saint-Moïse à Routhierville aux deux extrémités de la MRC en passant notamment par Sayabec, Val-Brillant, Amqui et Causapscal. De plus, la route 195 relie Saint-Zénon-du-Lac-Humqui à Matane en passant notamment par Saint-Léon-le-Grand, Amqui, Saint-Tharcisius et Saint-Vianney. Il n'y a aucune autoroute sur le territoire de la MRC.

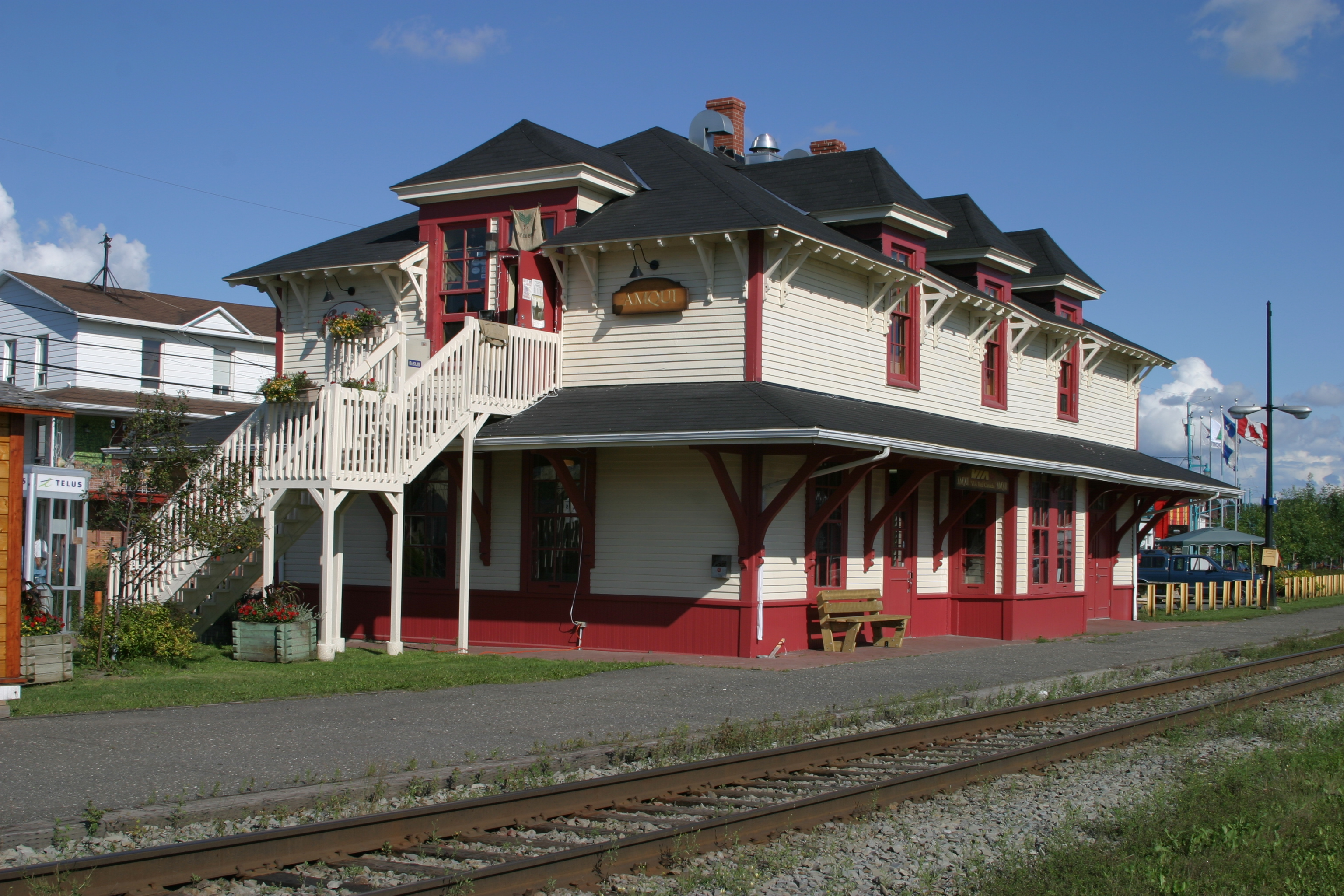
Gare d'Amqui

Le chemin de fer du CN traverse aussi la MRC. Il y a un train passager de Via Rail circulant sur ce chemin de fer : L'Océan sur le circuit reliant Montréal à Halifax à raison de 3 jours par semaine. Ces deux trains sont souvent attachés ensemble lors de leur passage dans La Matapédia jusqu'à leur séparation à Matapédia. Le chemin de fer ainsi que la route 132 sont orientés du nord-ouest vers le sud-est. L'aéroport le plus près de la MRC est l'aéroport régional de Mont-Joli situé au nord-ouest de La Matapédia.

### Géographie physique

#### Topographie

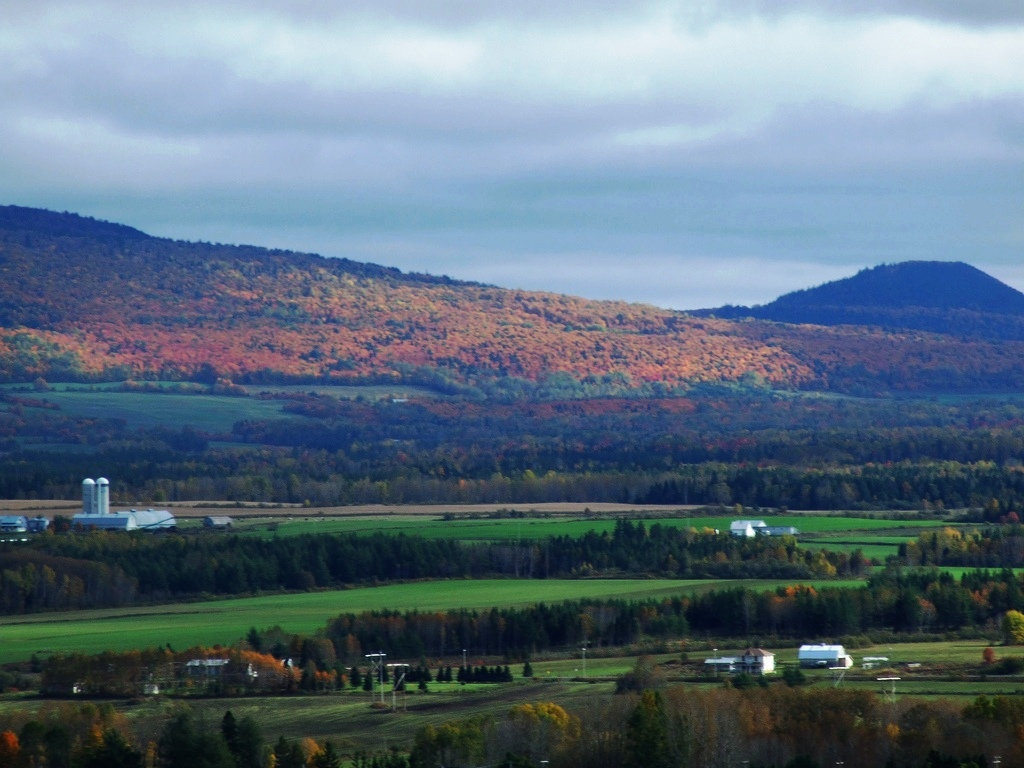
Monts Chic-Chocs formant la vallée de la Matapédia

Le relief du territoire de la MRC de La Matapédia qui couvre une superficie de 5 376 km2 se caractérise par une large vallée, la vallée de la Matapédia, qui s'étend perpendiculairement au fleuve Saint-Laurent autour du lac Matapédia depuis Sainte-Angèle-de-Mérici jusqu'à la baie des Chaleurs à Matapédia. Entre Routhierville et Matapédia, la vallée se resserre entre des flancs abrupts autour de la rivière Matapédia. Les paysages appalachiens que l'on y retrouve traduisent la très grande complexité du sous-sol composé de roches sédimentaires stratifiées très plissées et fragmentées.
La partie supérieure de la vallée, située dans le secteur Nord-Ouest de la MRC, s'avère généralement plane et est bordée de multiples petits coteaux d'altitude inférieure à 400 mètres. Près de Saint-Cléophas et de Sainte-Irène se trouve toutefois un massif montagneux d'importance, les monts Notre-Dame, dont les points les plus élevés culminent autour de 800 mètres d'altitude. De part et d'autre de la vallée principale, d'autres petites vallées, des plateaux ondulés et des surplats de terrasses entrecoupent des collines de pentes irrégulières. Par ailleurs, les parties sud et sud-est de la MRC offrent un relief encore plus accidenté où s'entrecoupent des vallées encaissées coincées entre des montagnes arrondies et des plateaux plus ou moins étendus situés à une altitude variant généralement entre 400 et 600 mètres.

#### Hydrographie

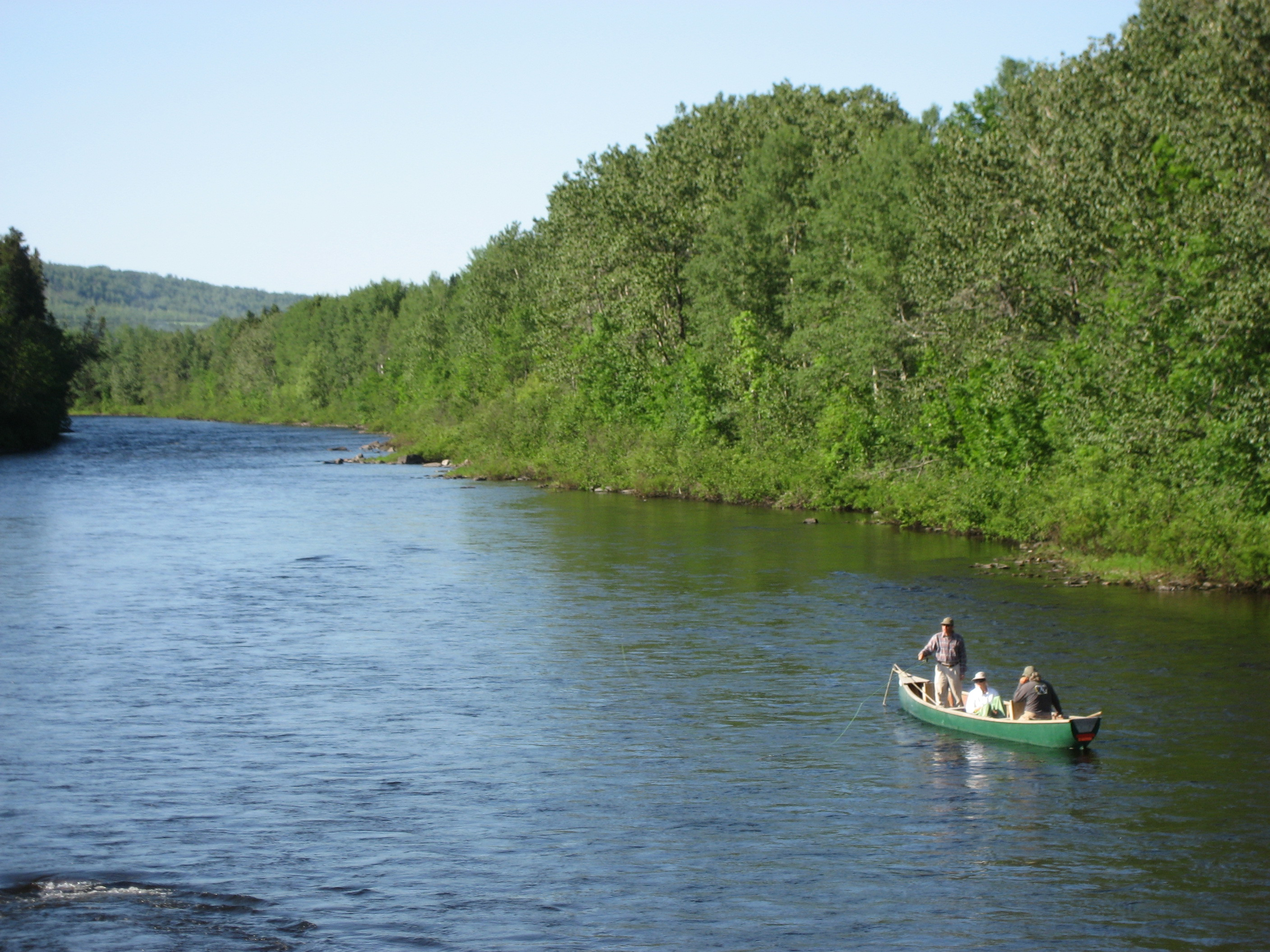
Pêcheurs en canot sur la rivière Matapédia

Le territoire de La Matapédia est principalement drainé par la rivière Matapédia. Son bassin versant couvre en fait une superficie de plus de 3 900 km2. Les autres bassins, beaucoup plus petits, drainent, d'une part, la section nord-ouest du territoire vers le fleuve Saint-Laurent par le biais des rivières Mitis, Tartigou et Matane et, d'autre part, la section sud-est qui s'écoule vers la baie-des-Chaleurs via les rivières Nouvelle et Cascapédia.
La rivière Matapédia prend sa source dans le lac Matapédia pour, ensuite, traverser le lac au Saumon et, finalement, se jeter franc sud dans la rivière Ristigouche (ou Restigouche), qui elle-même se jette dans la baie-des-Chaleurs. La rivière Matapédia est la plus longue rivière de la Gaspésie. Elle est réputée comme plusieurs rivières de La Matapédia, dont les rivières Patapédia et Causapscal, pour la pêche au saumon grâce à ses nombreuses fosses. En effet, c'est entre 3 000 et 5 000 saumons qui remontent la rivière Matapédia chaque année. Il y a près de 138 fosses sur son parcours. De plus, cette rivière constitue la frontière naturelle entre le Bas-Saint-Laurent et la Gaspésie. La route 132 longe la rivière Matapédia sur toute sa longueur.

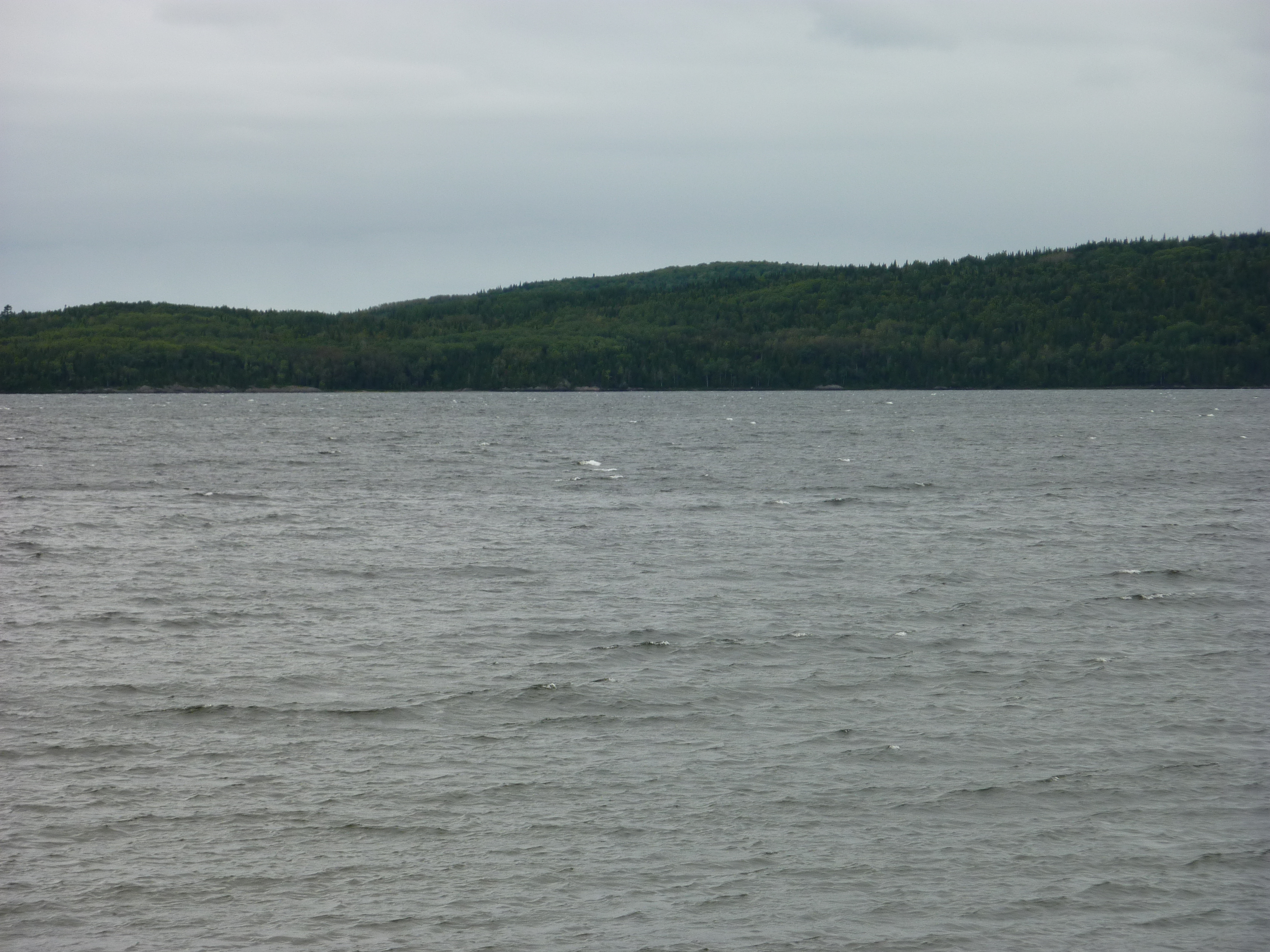
Lac Matapédia

De plus, le territoire est parsemé d'au-delà de 200 lacs de multiples dimensions. Le plus important est le lac Matapédia de forme plus ou moins rectangulaire avec ses 36,8 km2 et qui s'étend sur une longueur de 18 km entre Sayabec et Amqui.

#### Faune et flore

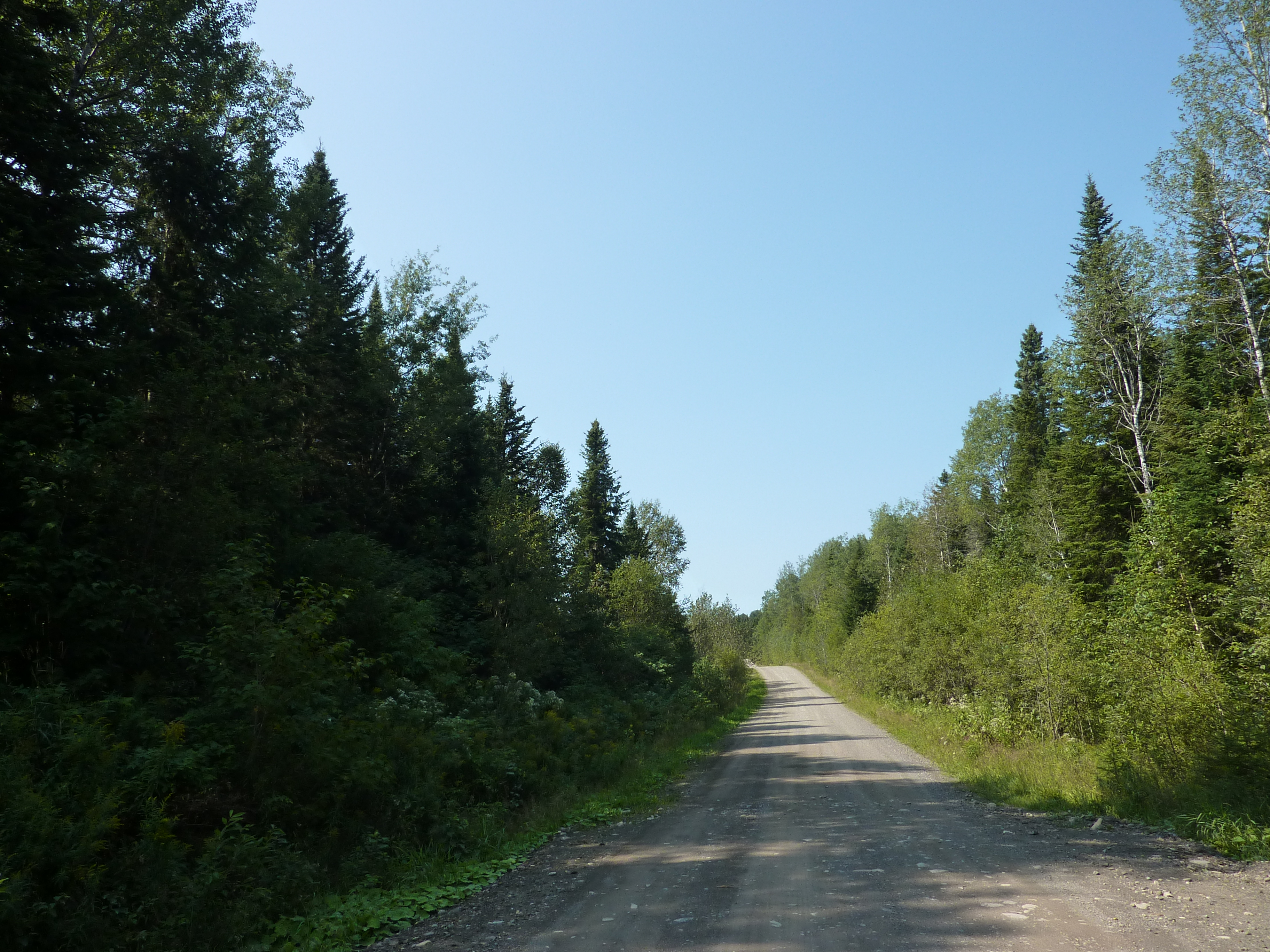
Chemin forestier dans la Seigneurie du Lac-Matapédia

Le territoire forestier de la MRC de La Matapédia couvre 4 944 km2 soit 91 % de sa superficie totale. Cette forêt est composée de peuplements résineux sur 45 % de la superficie forestière, de feuillus sur 12 % et de peuplements mixtes sur près de 30 % de la superficie. Les peuplements non régénérés représentent le reste. Le sapin et l'épinette constituent les essences dominantes. En fait quatre arbres sur dix en forêt privée et sept arbres sur dix en forêt publique sont un sapin ou une épinette. Les autres espèces importantes sont le peuplier, le cèdre, le bouleau blanc et le bouleau jaune. La forêt refuge du Lac-Matapédia fut aménagée dans la seigneurie du Lac-Matapédia afin de protéger trois populations de calypso (Calypso bulbosa), une espèce d'orchidée qui est susceptible d'être désignée vulnérable au Québec.
Le territoire de la MRC se caractérise par une abondance d'habitats propices à plusieurs espèces de poissons et de mammifères comme des frayères à saumon, des ravages de cerfs de virginie et des vasières pour l'orignal. Les espèces animales les mieux représentées, et indirectement les plus convoitées pour la chasse et la pêche, sont l'orignal, le cerf de Virginie, l'ours noir, le lièvre d'Amérique, la gélinotte huppée et la bécasse d'Amérique en milieu terrestre, le saumon de l'Atlantique, l'omble de fontaine et le touladi en milieu aquatique ainsi que le canard noir, le garrot et la bernache du Canada en milieu humide.

#### Géologie
Le sol de La Matapédia fait partie de l'ensemble géologique des Appalaches. Son roc a été formé lors de l'orogenèse des Appalaches. Le sol y est surtout composé de grès feldspathique de Gaspé, de calcaires supérieurs de Gaspé et d'un mélange de grès, de mudstone et de calcaire du groupe des Chaleurs datant des époques dévonienne et silurienne. Le sol de La Matapédia a subi l'érosion de la glaciation du Wisconsin qui y a laissé des dépôts glaciaires.

#### Climat

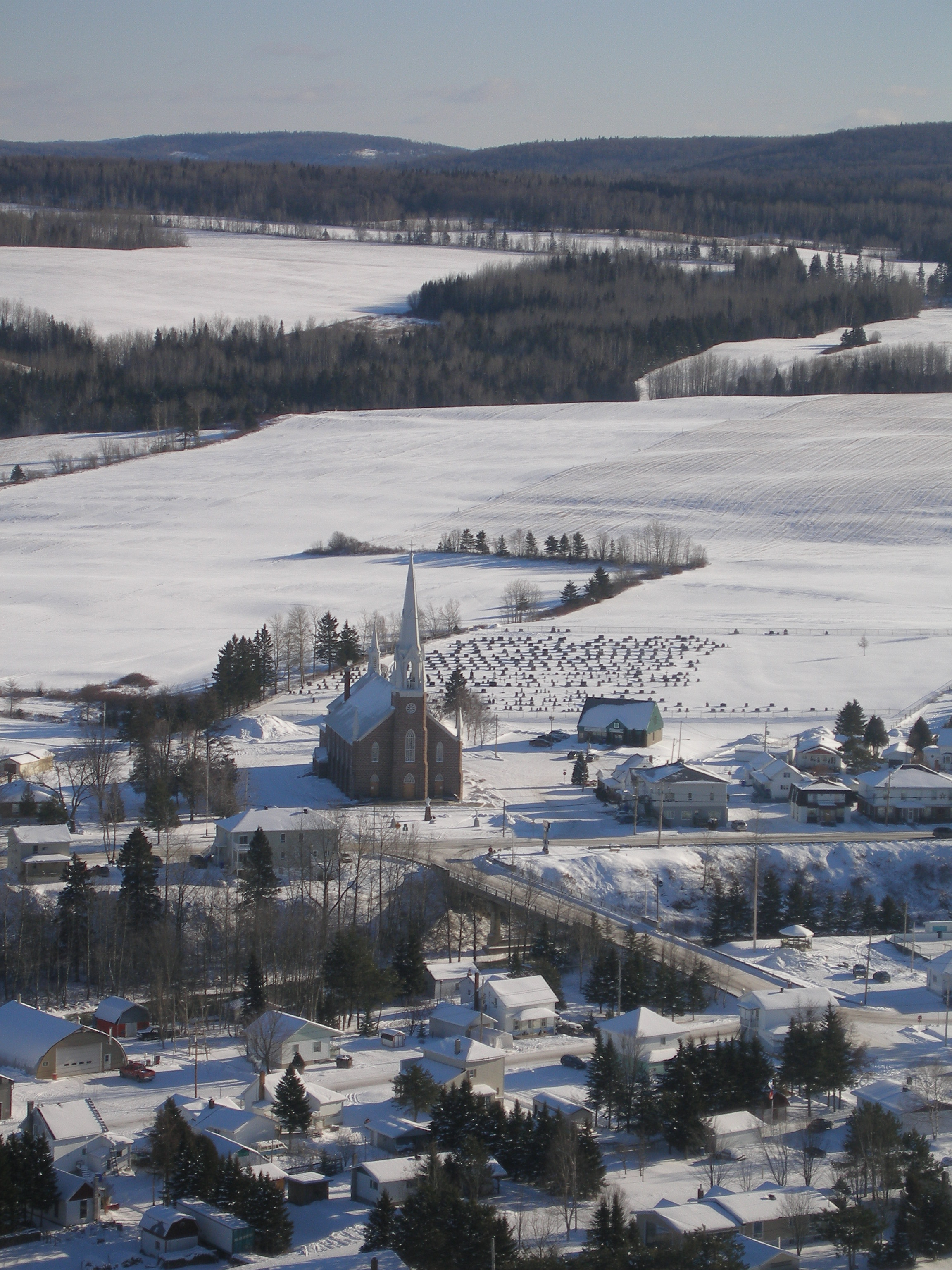
Saint-Léon-le-Grand en hiver

Le climat de la vallée de la Matapédia est tempéré ou dit micro-climat.En fait, le fait d'être entourée par les montagnes Chic-Chocs crée un climat particulier dans La Matapédia. En effet, un hiver plus long et plus neigeux lui est caractéristique tandis que l'été y est humide et chaud. Entre 2001 et 2009, la température maximale enregistrée à Amqui est de 34,5 degrés Celsius tandis que la température minimale est de -40,7 degrés Celsius. La température maximale est survenue le 27 juin 2003 tandis que la température minimale date du 18 janvier 2009.

## Histoire

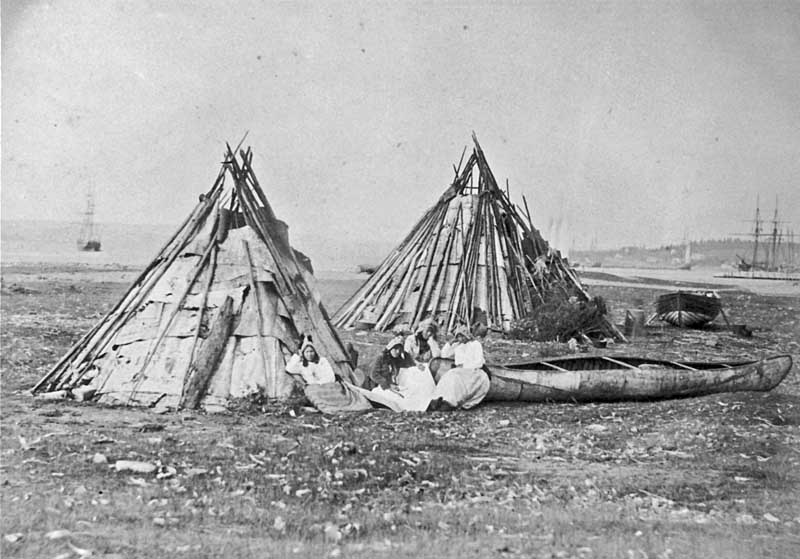
Camp micmac de Paul-Émile Miot en 1857

Les premiers habitants du territoire matapédien furent les Micmacs et les Malécites qui s'y étaient établis avant même l'arrivée des Européens en Amérique du Nord. Ils vivaient surtout dans le territoire près de la baie des Chaleurs, mais s'aventuraient dans la vallée de la Matapédia afin de venir pêcher. Vers 500 ans av. J.-C., les Micmacs commencèrent à s'établir dans l'intérieur de La Matapédia. Le premier titre officiel pour le territoire de La Matapédia fut la Seigneurie du Lac-Matapédia qui fut concédée le 26 mai 1694 à Charles-Nicolas-Joseph D'Amours de Louviers par le gouverneur de la Nouvelle-France, le comte de Frontenac.

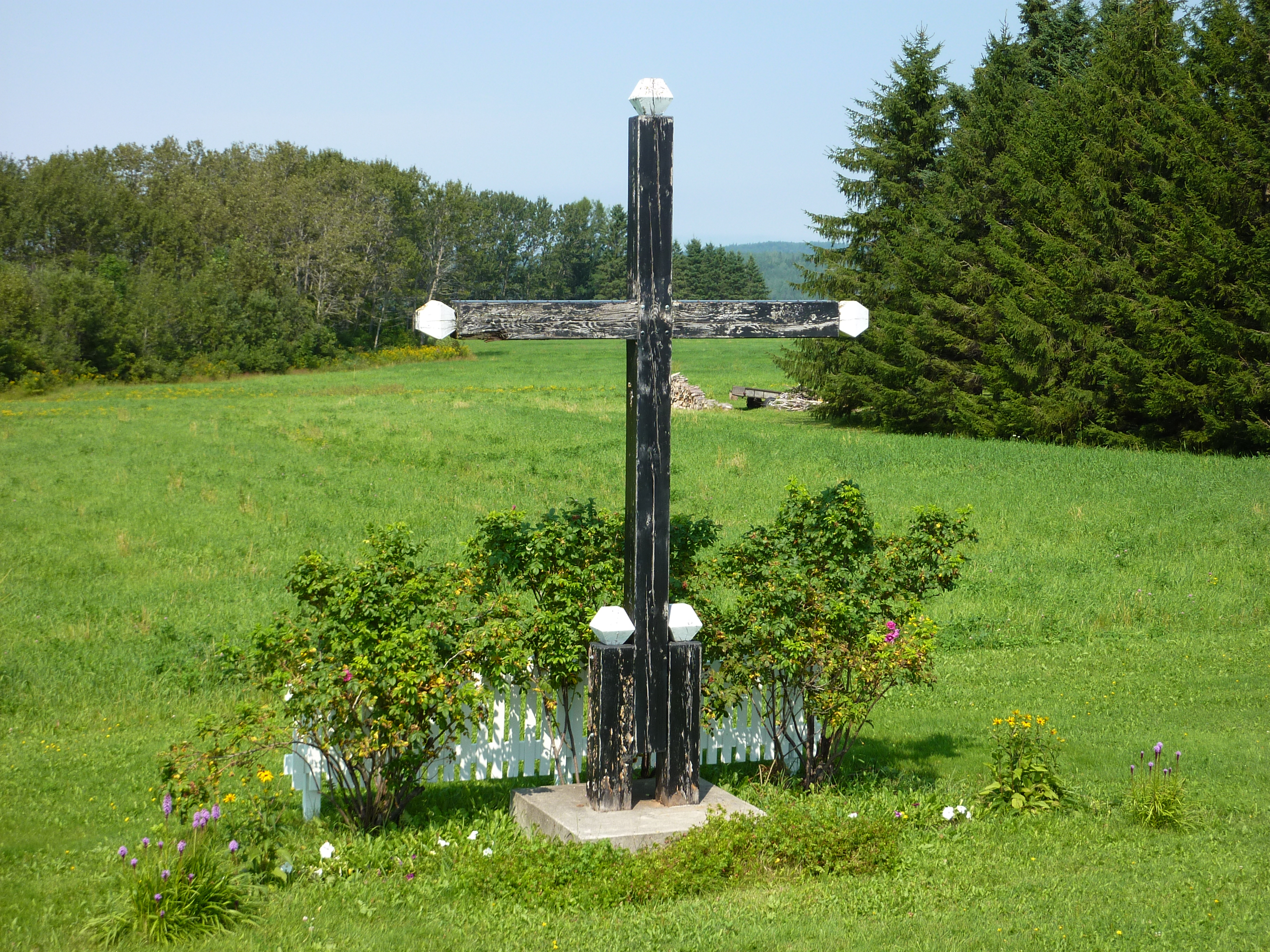
Croix de chemin érigée en 1875 par Marcelline Brochu, épouse de Pierre Brochu, déplacée à l'endroit où celui-ci s'est installé en 1833

Le peuplement permanent de La Matapédia toucha d'abord, au milieu du XIXe siècle, les deux extrémités de la vallée en dehors du territoire de La Matapédia, qui constituait alors un lien entre le fleuve Saint-Laurent et la baie-des-Chaleurs,. La Matapédia fut ouverte à la colonisation intérieure après la construction du chemin Kempt en 1832 et de celle du chemin de fer l'Intercolonial, échelonnée de 1867 à 1876. Le premier colon fut Pierre Brochu qui s'établit à l'endroit actuel de Sayabec à la tête du lac Matapédia à l'embouchure de la rivière Saint-Pierre en 1833 en tant gardien de poste du chemin Kempt pour les postillons et les voyageurs. D'ailleurs, le lac Matapédia adopta le nom de lac à Brochu jusqu'en 1871 alors que Pierre Brochu décéda. Le peuplement prit toutefois son véritable essor à la fin de ce siècle, soit vers 1890, avec l'installation des compagnies forestières et des scieries. De 1 700 âmes en 1880, la vallée est passée à 8 000 habitants à l'aube du XXe siècle.
Après une hausse constante de la population jusqu'en 1961, à l'instar de toutes les régions de l'Est du Québec, La Matapédia amorce un déclin démographique de manière brutale avec une chute de 22,6 % de la population en 10 ans, entre 1961 et 1971. Depuis, le déclin est moins rapide, mais constant. En 2006, la population de La Matapédia était de 19 199 habitants, ce qui représente une baisse de 39,5 % de la population depuis le sommet atteint en 1961.
| Population de La Matapédia 1951-2006 |
| ------------------------------------ |
|                                      |

### Cantons
Les cantons au Québec sont un mode de division des terres historiques issues du système cadastral britannique. La Matapédia comprend 22 cantons dont les toponymes sont, pour plusieurs, encore utilisés :
- Assemetquagan
- Awantjish
- Blais
- Boutet
- Cabot
- Casault
- Casupscull
- Catalogne
- Clarke
- Dunière
- Gravier
- Humqui
- Jetté
- La Grange
- La Vérendrye
- Langis
- Lepage
- MacNider
- Matalik
- Milnikek
- Nemtayé
- Pinault

## Société

### Administration
Le dirigeant d'une municipalité régionale de comté est appelé préfet. Le 1er novembre 2009, lors des élections générales municipales du Québec, La Matapédia est devenu la treizième MRC au Québec à élire son préfet au suffrage universel. En effet, avant cette date, le préfet était élu par l'ensemble des conseils municipaux formant la municipalité régionale de comté et un des maires était nommé aussi préfet. Mme Chantale Lavoie devint la première préfète élue au suffrage universel ainsi que la première préfète à temps plein de La Matapédia. Elle succède à M.Georges Guénard qui était préfet de La Matapédia et maire de Saint-Vianney.

### Économie

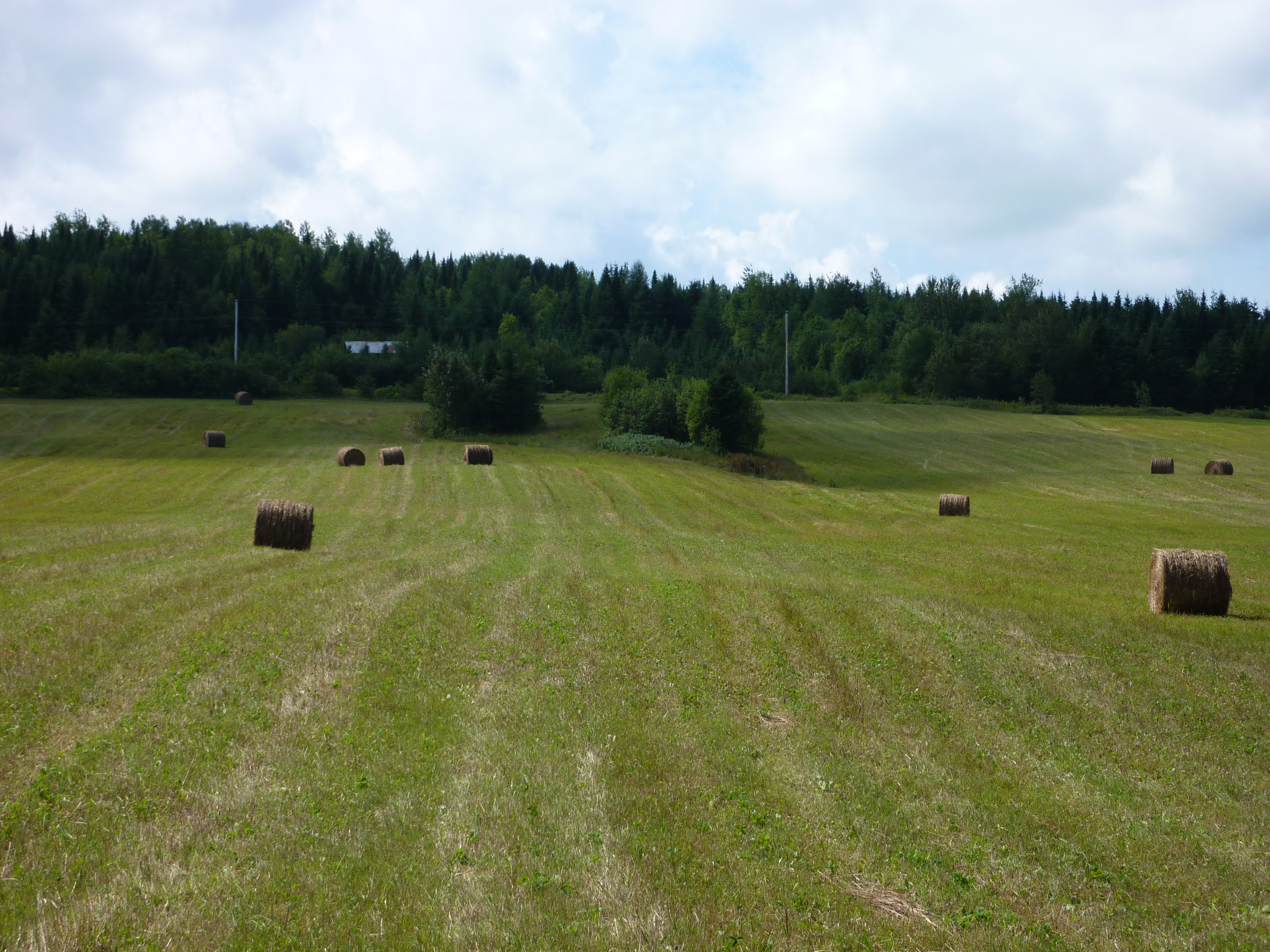
Champs à Saint-Alexandre-des-Lacs

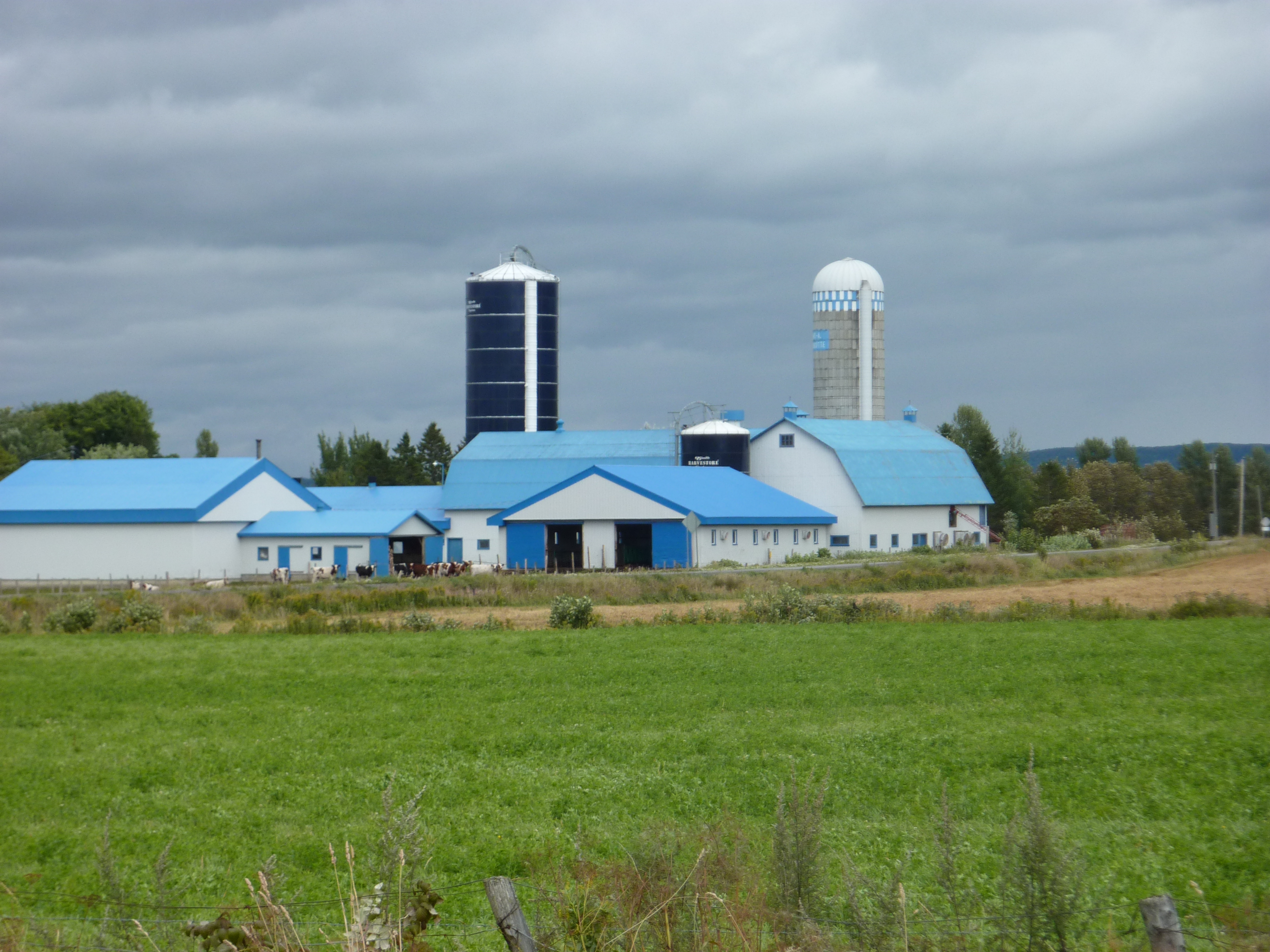
Ferme à Val-Brillant

Le territoire de la MRC comprend 20 000 hectares de terres en culture. Cependant, cette superficie tend à régresser avec le temps. Les principaux facteurs limitatifs à l’agriculture sont la topographie accidentée et une saison végétative de courte durée. Les terres les plus productives se retrouvent dans les corridors étroits correspondant aux vallées de la Matapédia et de la rivière Humqui. Les municipalités les plus agricoles sont Amqui, Causapscal, Saint-Damase, Saint-Léon-le-Grand et Val-Brillant.
En 1995, La Matapédia comptait 281 producteurs agricoles produisant 11,3 % de l'ensemble de la production du Bas-Saint-Laurent. La production laitière domine largement l'activité agricole avec ses 138 producteurs. La production bovine vient derrière suivie des productions porcine, ovine, céréalière et autres qui demeurent plutôt négligeables.

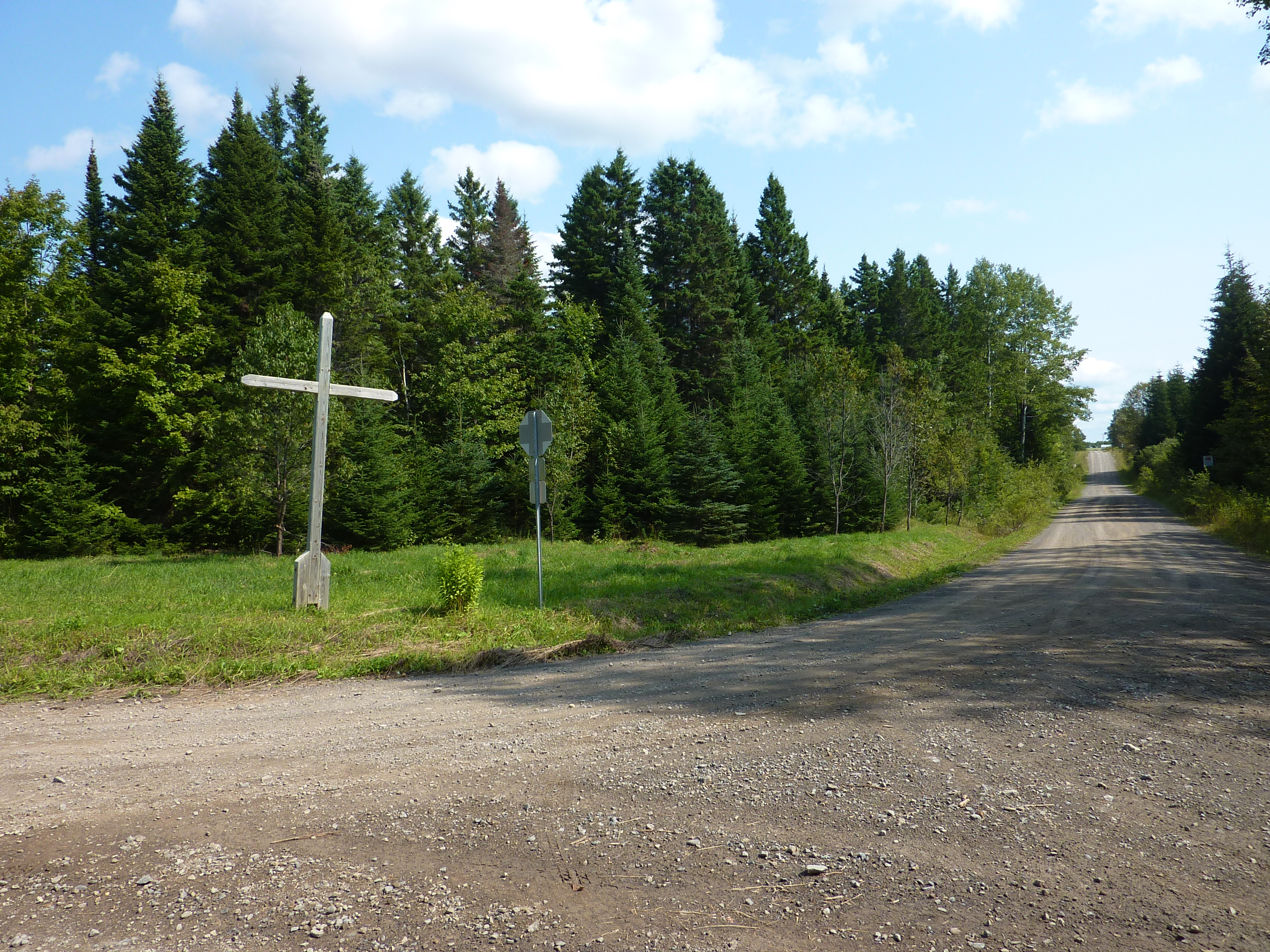
Chemins forestiers à Saint-Vianney

La forêt constitue la principale ressource du territoire matapédien, grâce à son étendue de près de 500 000 hectares, mais aussi en raison de sa qualité grâce à sa matière résineuse abondante. La tenure des terres se répartit en parts à peu près égales entre la forêt privée et la forêt publique.

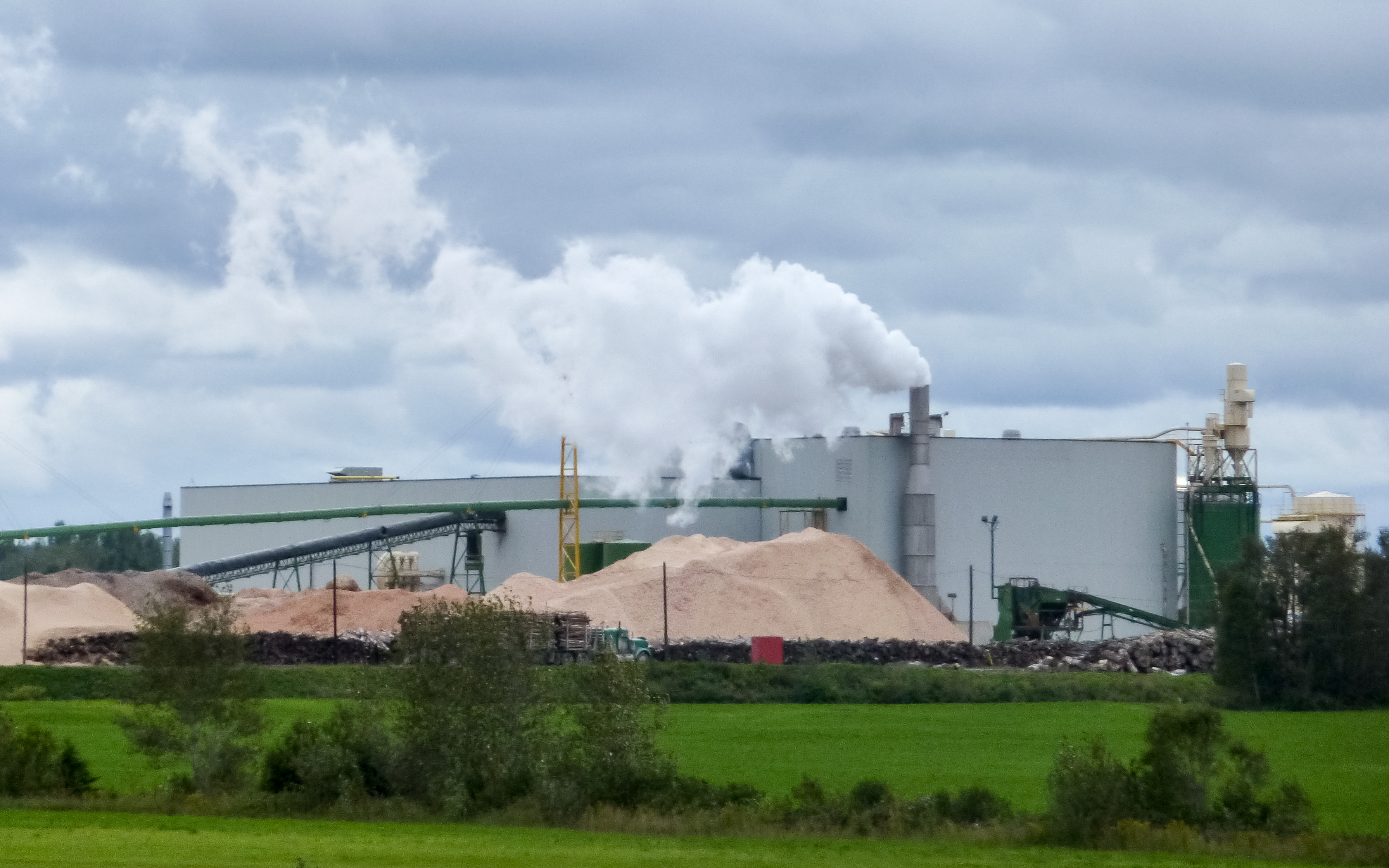
Panval, la plus grosse usine de La Matapédia, situé à Sayabec

L'aménagement, l'exploitation et la transformation de la matière ligneuse constituent l'un des piliers de l'économie matapédienne. La MRC compte de nombreuses usines reliées à la forêt, celles-ci produisant principalement du bois d’œuvre, des panneaux de particules, des copeaux, des lattes, des sciures et des planures. Il s'agit généralement d'une première transformation du bois, le reste de la ressource ligneuse et les transformations successives s'effectuant bien souvent à l'extérieur.
Panval pour « Panneaux de la Vallée » de la compagnie Uniboard Canada est l'usine la plus importante de la MRC. C'est un manufacturier de panneaux mélamines. En fait, Panval est la seule usine de panneaux particules du Bas-Saint-Laurent. Elle est située à Sayabec et elle emploie près de 400 personnes en 2006,,.
Le taux d’emploi en 2005 était de 43,5 %, et le chômage se situait à 20,2 %. 61 % des adultes de la MRC sont de façon cyclique depuis plus de 10 ans prestataires de l’assurance-emploi.
| Activité économique                      | Pourcentage (2005) |
| ---------------------------------------- | ------------------ |
| Agriculture, foresterie, pêche et chasse | 13,7 %             |
| Fabrication                              | 15,7 %             |
| Commerce de détail                       | 11 %               |
| Soins de santé et assistance sociale     | 11,5 %             |
| Services d’enseignement                  | 6,2 %              |
| Hébergement et services de restauration  | 5,9 %              |
| Autres                                   | 36 %               |

### Éducation

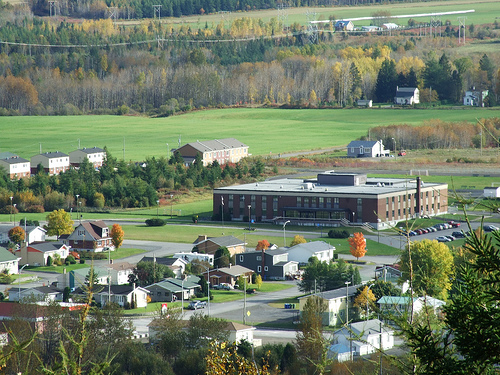
École polyvalente de Sayabec

Les écoles des différentes municipalités de La Matapédia font partie du Centre de services scolaire des Monts-et-Marées (CSSMM) qui succède à la CSMM et qui comprend aussi les écoles de la MRC de La Matanie depuis la fusion des deux anciennes commissions scolaires. Ces écoles relèvent toutes du ministère de l'éducation du Québec. Il n'y a aucune institution d'éducation privée sur le territoire de La Matapédia. Il y a en tout douze écoles de niveau primaires réparties dans onze municipalités. Seulement trois écoles secondaires sont présentes dans La Matapédia, à Amqui, à Causapscal et à Sayabec. Cependant, seule la polyvalente Armand-Saint-Onge d'Amqui offre le cinquième niveau du secondaire sur tout l'ensemble du territoire de La Matapédia. Celle-ci est donc le plus gros établissement scolaire de La Matapédia avec plus de 900 étudiants. De plus, La Matapédia a en son sein deux centres d'éducation professionnel à Amqui et à Causapscal. Celui de Causapscal est spécialisé dans la foresterie. L'éducation de niveau collégial est aussi dispensée dans La Matapédia au Centre matapédien d'études collégiales (CMÉC) d'Amqui qui relève du Cégep de Rimouski.
| Écoles primaires    |                                        |     |
| Amqui               | Caron                                  | 218 |
| Amqui               | Sainte-Ursule                          | 228 |
| Causapscal          | Saint-Rosaire                          | 186 |
| Lac-au-Saumon       | Lac-au-Saumon                          | 111 |
| Saint-Damase        | Saint-Damase                           | 34  |
| Saint-Léon-le-Grand | Saint-Léon-le-Grand                    | 69  |
| Saint-Moïse         | St-Rachel-Fournier                     | 33  |
| Saint-Noël          | La Volière                             | 33  |
| Saint-Tharcisius    | Saint-Tharcisius                       | 38  |
| Saint-Vianney       | Saint-Vianney                          | 10  |
| Sayabec             | Sainte-Marie                           | 165 |
| Val-Brillant        | Val-Brillant                           | 154 |
| Écoles secondaires  |                                        |     |
| Amqui               | Armand Saint-Onge                      | 718 |
| Causapscal          | Polyvalente Forimont                   | 101 |
| Sayabec             | Polyvalente de Sayabec                 | 143 |
| Cégep               |                                        |     |
| Amqui               | Centre matapédien d'études collégiales | 150 |

### Religion

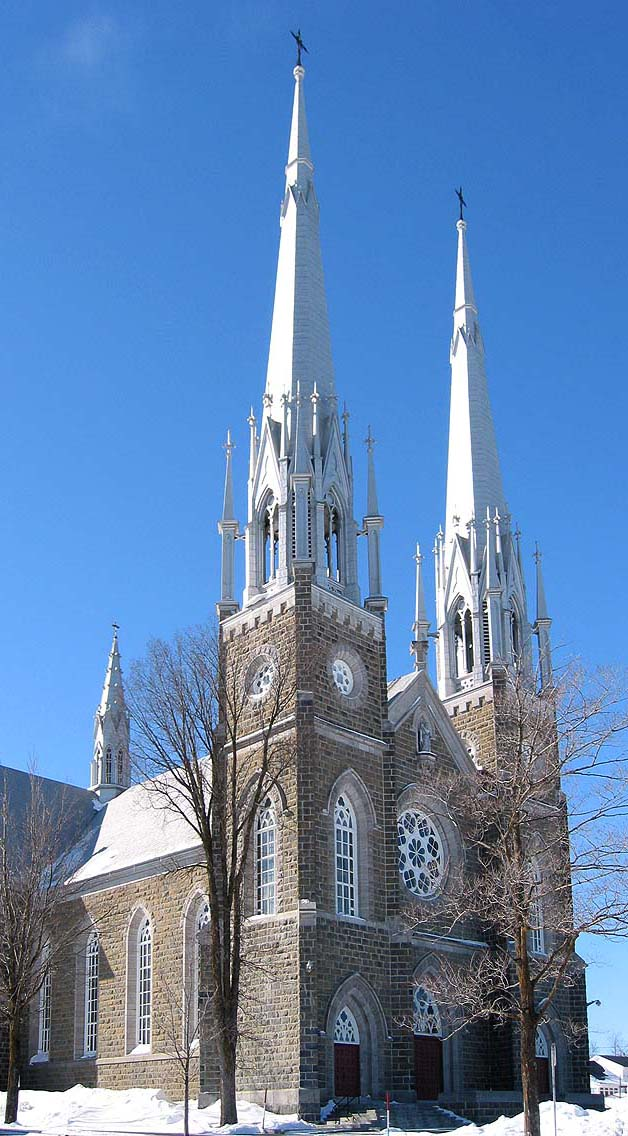
Église Saint-Pierre-du-Lac de Val-Brillant

À l'instar de l'ensemble du Québec, la majorité des Matapédiens sont catholiques. La religion a longtemps occupé une place importante dans la vie quotidienne des habitants de la région. La Matapédia est une région pastorale de l'archidiocèse de Rimouski. Chaque municipalité a une paroisse catholique dont les frontières sont communes à celles de la municipalité.
| Municipalité | Paroisse                          | Date d'érection canonique |
| --- | --------------------------------- | ------------------------- |
| Albertville | Saint-Raphaël                     | 20 mai 1920               |
| Amqui | Saint-Joseph-Labre                | 15 octobre 1889           |
| Causapscal | Saint-Jacque-le-Majeur            | 21 novembre 1896          |
| Lac-au-Saumon | Saint-Edmond                      | 22 janvier 1907           |
| Saint-Alexandre-des-Lacs | Saint-Alexandre                   | 28 janvier 1965           |
| Saint-Cléophas | Saint-Cléophas                    | 17 janvier 1921           |
| Saint-Damase | Saint-Damase                      | 4 mars 1884               |
| Sainte-Florence | Sainte-Florence                   | 19 mars 1910              |
| Sainte-Irène | Sainte-Irène                      | 12 mars 1948              |
| Saint-Léon-le-Grand | Saint-Léon-le-Grand               | 9 décembre 1907           |
| Sainte-Marguerite-Marie | Sainte-Marguerite-Marie-Alacoque  | 30 septembre 1931         |
| Saint-Moïse | Saint-Moïse                       | 1er avril 1873            |
| Saint-Noël | Saint-Noël-Chabanel               | 24 octobre 1951           |
| Saint-Tharcisius | Saint-Tharcisius                  | 17 mai 1926               |
| Saint-Vianney | Saint-Jean-Baptiste-Marie-Vianney | 31 mai 1926               |
| Saint-Zénon-du-Lac-Humqui | Saint-Zénon                       | 1er mai 1919              |
| Sayabec | Saint-Nom-de-Marie                | 21 novembre 1894          |
| Val-Brillant | Saint-Pierre-du-Lac               | 19 septembre 1889         |
| Les paroisses en italique ont vu leur église détruite ou cédée à une autorité civile. L'église de Saint-Zénon-du-Lac-Humqui est toujours utilisée en tant que lieu de culte même si elle a été cédée à la municipalité. |                                   |                           |

### Services de santé

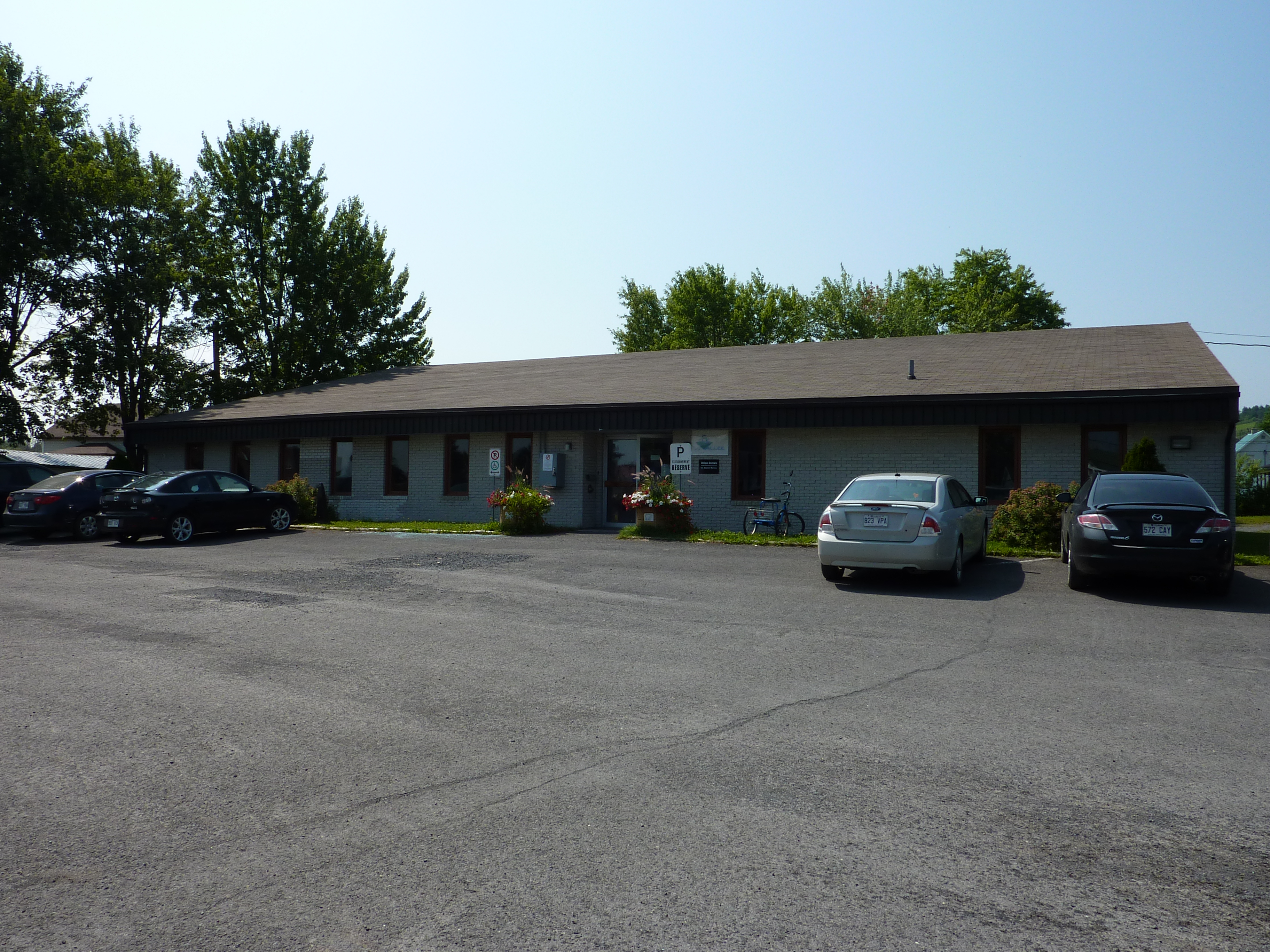
Point de service du CLSC de la Vallée à Sayabec

Il n'y a qu'un seul hôpital dans La Matapédia : le Centre hospitalier d'Amqui (CH d'Amqui) qui relève du CISSS du Bas-St-Laurent. Cependant, différents points locaux de santé de type CLSC relevant du même CSLC, le CLSC de la Vallée, sont situés dans plusieurs municipalités matapédiennes. Enfin, un CHSLD , nommé Résidence Marie-Anne Ouellet (RMAO), est situé à Lac-au-Saumon.
Le territoire comporte également trois groupes de médecine familiale soit le Centre médical d'Amqu et la Clinique médicale de Causapscal et celle de Sayabec.

### Loisir et tourisme

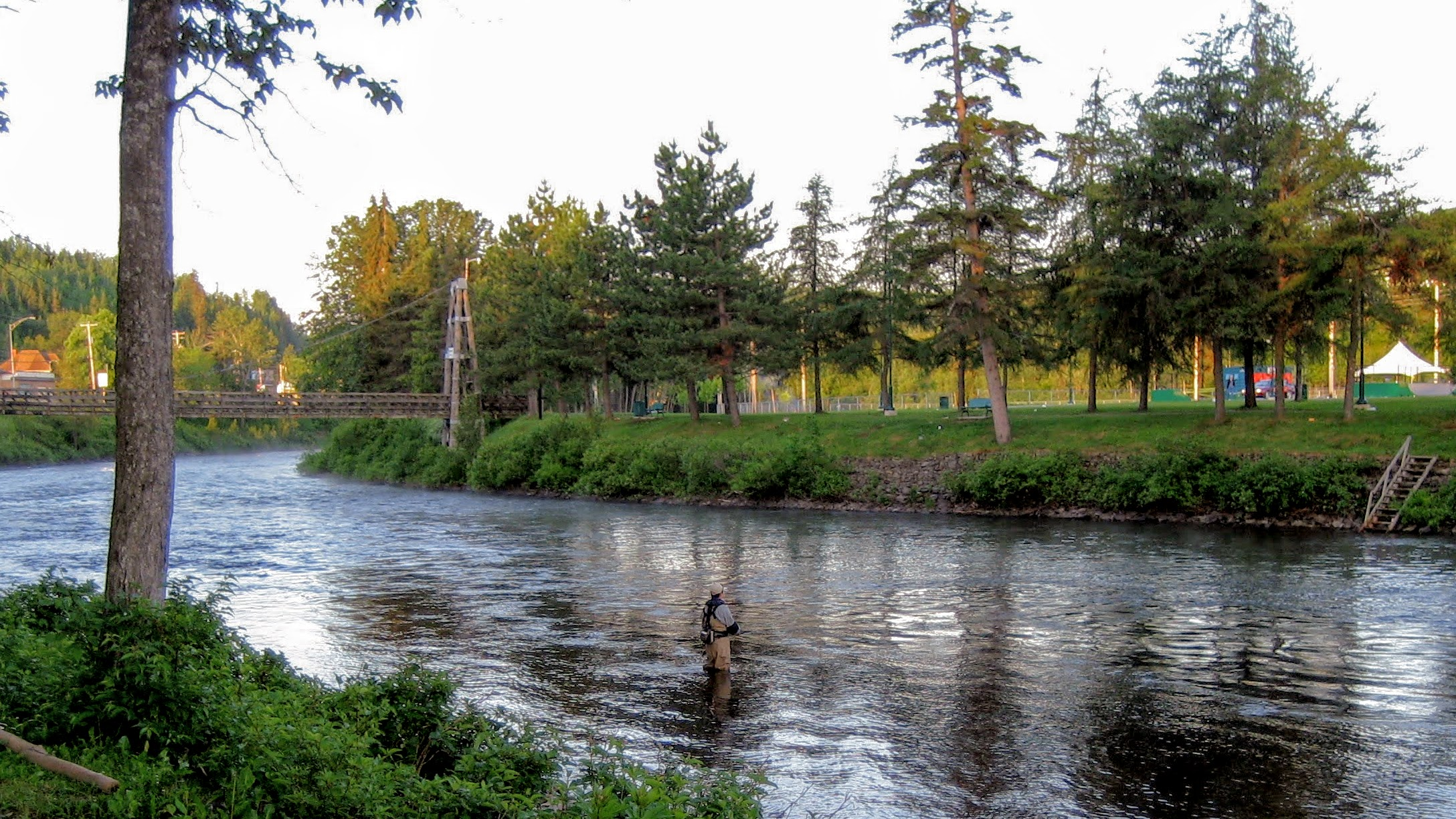
Pêcheur aux saumons dans la rivière Matapédia au parc des Fourches à Causapscal

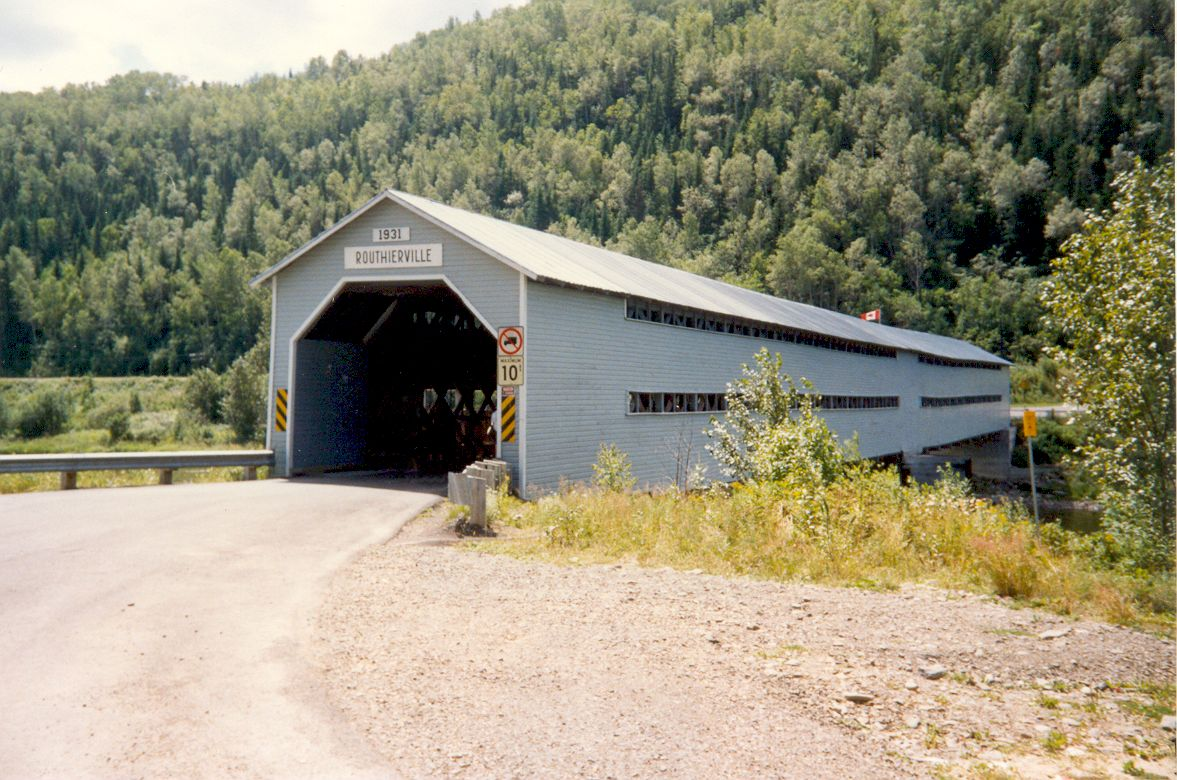
Pont couvert de Routhierville

L'abondance des lacs et cours d'eau de même que la prédominance du couvert forestier font de la MRC de La Matapédia un territoire propice à la pratique d'activités reliées à la pêche, à la chasse, à la villégiature et au plein air en général. Le potentiel récréatif et touristique se manifeste principalement par la présence des rivières Matapédia, Patapédia et Causapscal, renommées internationalement pour la pêche au saumon, et du lac Matapédia pour les activités de pêche au touladi et à l'omble de fontaine ainsi que pour les activités nautiques et de villégiature. La Zec Casault est pour sa part reconnu à la fois pour la chasse et la pêche. Plusieurs ponts couverts patrimoniaux sont encore présents dans différentes localités de La Matapédia comme Amqui et Routhierville.
Une situation géographique sur le parcours du tour de la Gaspésie, ainsi qu'une relative répartition sur plusieurs saisons de l'offre touristique (vélo, ski, motoneige, pêche, chasse, activités nautiques) constituent des éléments particulièrement intéressants pour l'industrie touristique matapédienne. On dénombre plus de 300 000 voyageurs par année qui défilent dans la vallée de la Matapédia, ce qui s'avère un potentiel non négligeable pour le développement touristique.

### Filmographie
- DVD La Matapédia, un milieu de vie authentique, produit par le CLD de La Matapédia et la télévision communautaire vallée-de-la-Matapédia, textes de PLUME-ART, scénario et montage de Yidam Boudhi, 2009.